# Jaroslav Žícha
Jaroslav Žícha (? – 16. května 1945 v Praze) spolupracoval dobrovolně jako konfident s protikomunistickým referátem gestapa již od roku 1939.  Gestapo jej nejprve využilo proti vydavatelům ilegálního časopisu V boj a také proti odbojové skupině Všeobecné národní hnutí (známa spíše pod označením Prstýnkáři), na jejíž likvidaci měl Žícha nemalý podíl. Kromě likvidace ilegální odbojové skupiny KOS se Žícha podílel i na likvidaci skupiny „Plamen svobody“. Jaroslav Žícha byl od roku 1943 členem volavčí sítě vybudované vedoucím protiparašutistického oddělení Willi Leimerem. Po skončení květnového povstání pražského lidu – asi 5 dní po osvobození (dne 16. května 1945) spáchal Jaroslav Žícha údajně sebevraždu oběšením ve sklepě domu, kde bydlel.

## Jak to fungovalo
Na popud Willi Leimera byl pověřen přední spolupracovník protiparašutistického referátu – konfident Jaroslav Nachtmann dvěma souběžně se podporujícími úkoly:
- řízením zpravodajské kanceláře (jakéhosi fiktivního „Ústředí“), která byla krytá jako firma „Albatros“ (viz tabulka níže) a
- vytvořením levicově zaměřené „volavčí sítě“ na kterou by se napojily odbojové skupiny poté, co byla rozmetána jejich komunistická centrála (a předpokládalo se, že se budou chtít napojit na nějaké své „ústřední velitelství“).

### Albatros
Kancelář sloužila gestapu k utajenému styku s konfidenty, ale i k jiným úkolům. (Především jako náhrada za kanceláře v Petschkově paláci pro operace „mimo oči veřejnosti“.) Konfidentské fiktivní „Ústředí“ fungovalo pod názvem „Ústřední vedení revolučních národních výborů“ a mělo pokrývat oblast Plzeňska, středních Čech a Podkrkonoší. Do „akce“ byli zapojeni konfidenti: Nestor Holejko (podílel se na vymýšlení její koncepce a stál v čele domnělého „Ústředí“); Zdeněk Fink; Jaroslav Žícha a bývalí parašutisté Adolf Horák (velitel výsadku SULPHUR); Vítězslav Lepařík (velitel výsadku GLUCINIUM) a Antonín Vohradník. Antonín Vohradník byl parašutista (paravýsadek KOM D/II), který byl v Praze zatčen 14. října 1943, následně „zlomen“ ke spolupráci s gestapem a na jaře 1944 přidělen k ruce Jaroslavu Nachtmannovi.
Na tuto „návnadu“ se nakonec podařilo nalákat odbojové skupiny „Prokop Holý“, „Předvoj“ a některé menší organizace z ministerstva obrany, z řad železničářů Wilsonova nádraží, či z Avie Čakovice. Na organizaci „Prokop Holý“ se na přelomu května 1944 a června 1944 napojili především konfidenti Adolf Horák (alias „Standa“) a Jaroslav Žícha (alis „Jarda Příbramský“). Přes ilegální organizaci „Prokop Holý“ se gestapo "připojilo" ještě na další organizace na Strakonicku (skupina „Předvoj“) a Jičínsku. Ještě na konci června 1944 lákali Adolf Horák s Jaroslavem Žíchou odbojáře například do svých sítí tak, že „přivezli z Prahy ruského parašutistu Tondu“ (toho ztělesňoval Antonín Vohradník) a jeho prostřednictvím pak uskutečnili schůzku (v Bratkovicích) se zástupci ilegální organizace „Prokop Holý“.

### Akce Klášter
V prostorách dominikánského kláštera při kostele svatého Jiljí v Husově ulici v Praze (viz tabulka níže) zinscenovali konfidenti v rámci „Akce Klášter“ v září 1944 a v listopadu 1944 dvě "divadelní" schůze domnělého odbojového „Ústředí“. Tentokráte gestapo zneužilo k akci dobrou vůli dominikánského řádu poté co zdejší mniši projevili zájem spolupracovat s domácím odbojem.
Na prvním zasedání „Ústředí“ byly projednány „směrnice“ pro zakládání národních výborů. Osoby a obsazení:
- Jaroslav Nachtmann (alias „kapitán Káznička“),
- Nestor Holejko (alias "„komisař Rudé armády – inženýr Kalinin“"),
- Antonín Vohradník (alias „Tonda“ – ruský parašutistu a „odborník“ na národní výbory).

V „Ústředí“ dále zasedali Jaroslav Žícha (alias „Jarda“), Zdeněk Fink (alias „Pepík“) a druhý parašutista Vítězslav Lepařík (paravýsadek GLUCINIUM, zatčen v Praze 18. října 1944) alias „Víťa z Londýna“.
Fiktivní „Akce Klášter“ sice dokonale mystifikovala „skutečné“ odbojáře, ale gestapo nezískalo žádné nové oběti z řad padákových agentů. „Akce Klášter“ byla proto v lednu 1945 ukončena velkým zatýkáním prozrazených „ilegálů“.

## Žíchovy aktivity
| Období               | Místo                                        | Popis aktivity |
| -------------------- | -------------------------------------------- | --- |
| 1942 až 1944         | Ve Smečkách 1920/27, Praha 1                 | Během roku 1942 se do odbojové skupiny KOS infiltrovali konfidenti protiparašutistického referátu gestapa: Jaroslav Žícha; Zdeněk Fink; Jaroslav Nachtmann (pod jménem poručík Šulc) a Nestor Holejko (alias ing. Kalinin - major Rudé armády). K definitivní likvidaci odbojové skupiny KOS došlo v létě 1944 (za přispění protikomunistického referátu gestapa). |
| počínaje 1943 a dále | Mikovcova (Mikowec - Strasse) 574/3, Praha 2 | Od konce roku 1942 sídlila ve čtvrtém patře domu firma "Albatros". (Původní majitel tohoto zasilatelského podniku byl pro svůj židovský původ deportován do Osvětimi.) Tato krycí firma byla používána pražským gestapem ke styku s konfidenty. V tomto domě také sídlia kancelář úředníka SBF Williho Leimera. Firma "Albatros" byla založena na krycí jméno Jaroslava Nachtmanna - Jaroslav Nebeský a ten tuto kancelář také řídil. Do této "centrály" docházeli s informacemi a pro další úkoly rovněž zrádci - parašutisté: Viliam Gerik (paravýsadek ZINC) a rotný Karel Čurda (pomocník velitele paravýsadku OUT DISTANCE). Na této adrese se také často vyskytovali i další konfidenti: Jaroslav Žícha, Josef Renner, Josef Musil a Nestor Holejko.                            |
| 1944                 | Cukrovarská 144/60, Praha 9                  | Od roku 1943 bydlel na této adrese v hotelu "U Janoušků" Bohuslav Hanuš. Byl zaměstnán v továrně Avia v Praze - Letňanech. Zde patřil k organizátorům ilegální KSČ. V roce 1944 byl tento hotel místem ilegálních schůzek. Prostřednictvím konfidentů Adolfa Horáka a Jaroslava Žíchy se protiparašutistickému referátu gestapa (vedeném Willi Leimerem) podařilo do této ilegální buňky proniknout. (Bohuslav Hanuš byl 20. února 1945 zatčen gestapem a dne 2. května 1945 popraven v Terezíně.) |
| září a listopad 1944 | Husova 236/4a, Praha 1 - Staré Město         | V dominikánském klášteře při kostele svatého Jiljí se v září 1944 a v listopadu roku 1944 konaly fingované schůzky konfidentů pražského gestapa. Na jeho pokyn založili fiktivní odbojovou organizaci "Ústředí československého odboje v Praze". Kromě Jaroslava Nachtmanna se schůzek účastnili i konfidenti: Nestor Holejko (alias major Rudé armády ing. Kalinin), Antonín Vohradník a Jaroslav Žícha. Setkání se účastnil i zadržený parašutista Vítězslav Lepařík (paravýsadek GLUCINIUM). (Ten na oko přistoupil na spolupráci s gestapem.) Schůzky v dominikánském klášteře byly nahrávány a jejich účastníci byly nepozorovaně fotografováni. Řada odbojářů pak právě těmito nahrávkami a snímky byla nezpochybnitelně usvědčena z odbojové činnosti proti Velkoněmecké říši. |
| 1. květen 1945       | Politických vězňů 929/20, Praha 1            | Do Petschkova paláce svolal dne 1. května 1945 Willi Leimer poradu vybraných konfidentů (Nestor Holejko, Jaroslav Žícha, Miroslav Sasák, a další), aby je informoval o tom, že byli vybráni do takzvaných "R sítí" a že budou využiti v případě válečného konfliktu mezi Západem a Východem. |